# Ecnomus wellsae
Ecnomus wellsae is een schietmot uit de familie Ecnomidae. De soort komt voor in het Australaziatisch gebied.